# Reumatismo
Un reumatismo, reuma, reúma o enfermedad reumática, del griego antiguo ῥευματισμός (reumatismos, "humor, descarga") y este de ῥεῦμα (rheûma, "corriente, flujo"), es un término no específico que se refiere a diversos trastornos médicos que afectan a las articulaciones, los huesos, cartílagos
, ligamentos, tendones y el tejido conectivo. Las enfermedades reumáticas se caracterizan por dolor crónico y consecuente reducción en el rango de movimiento y función en una o más áreas del sistema musculoesquelético. En algunas enfermedades hay signos de inflamación en las áreas afectadas. Las enfermedades reumáticas también pueden afectar a los órganos internos. El estudio de estas enfermedades así como de su diagnóstico y tratamiento se denomina reumatología. El reumatólogo es el médico especialista encargado de diagnosticar y tratar enfermedades reumáticas, que incluyen trastornos del sistema musculoesquelético y del sistema inmunitario (enfermedades autoinmunitarias).

## Terminología
El término reumatismo, aunque todavía se usa de forma coloquial y en contextos históricos, ya no se emplea de manera frecuente en la literatura médica o técnica; es, pues, un término obsoleto.
De hecho, sería más apropiado decir que ya no existe ningún trastorno reconocido que se denomine simplemente reumatismo. El término tradicional cubre una gama de problemas diferentes, por lo que atribuir los síntomas a "reumatismo" no dice mucho.
Sin embargo, fuentes relacionadas con el reumatismo tienden a centrarse en la artritis, aunque el conocido como "reumatismo de partes blandas" o "síndrome de dolor regional", pueden causar gran incomodidad y dificultad, clasificándose como enfermedad reumatológica. Por otra parte, la artritis y el reumatismo conjuntamente se asocian por lo menos a 200 trastornos o enfermedades diferentes.
En el MeSH para buscar los trastornos del tejido conectivo hay que utilizar el término "Enfermedades Reumáticas" (Rheumatic Diseases).
El reumatismo palindrómico se considera una forma de presentación de la artritis reumatoide, y se caracteriza por brotes aislados de artritis de pocos días de duración on intervalos asintomáticos.

## Clasificación
- Artritis reumatoide
- Artritis idiopática juvenil
- Espondiloartritis
  - Artritis de enfermedad inflamatoria intestinal
  - Artritis psoriásica
  - Artritis reactiva
  - Espondilitis anquilosante
  - Espondiloartritis indiferenciada
- Enfermedades del tejido conectivo
  - Dermatomiositis
  - Enfermedad mixta del tejido conectivo
  - Esclerosis sistémica
  - Lupus eritematoso sistémico
  - Polimiositis
  - Síndrome antifosfolípidos
  - Síndrome de Sjögren
- Vasculitis
  - Arteritis de células gigantes
  - Arteritis de Takayasu
  - Crioglobulinemia
  - Enfermedad de Behçet
  - Granulomatosis de Wegener
  - Poliangitis microscópica
  - Poliarteritis nodosa
  - Polimialgia reumática
  - Púrpura de Schönlein-Henoch
  - Síndrome de Churg-Strauss
  - Tromboangitis obliterante
- Otras enfermedades sistémicas
  - Amiloidosis
  - Enfermedad de Still del adulto
  - Policondritis recidivante
  - Sarcoidosis
- Artropatías microcristalinas
  - Gota
  - Enfermedad por depósito de pirofosfato de calcio
- Artritis infecciosas
  - Artritis postestreptocócica
  - Artritis séptica
  - Enfermedad de Lyme
  - Espondilodiscitis
  - Osteomielitis
- Artrosis
  - Osteoartritis
  - Osteonecrosis
  - Hiperostosis anquilosante
- Enfermedades óseas
  - Enfermedad de Paget
  - Osteocondritis
  - Osteocondrosis
  - Osteodistrofia renal
  - Osteomalacia
  - Osteonecrosis
  - Osteoporosis
  - Síndrome de dolor regional complejo
- Neoplasias y enfermedades reumáticas
  - Síndromes paraneoplásicos
  - Tumores articulares
  - Tumores óseos
- Otras enfermedades reumáticas
  - Fibromialgia
  - Fiebre mediterránea familiar
  - Fiebre reumática
  - Sinovitis por cuerpo extraño
  - Enfermedades congénitas del tejido conectivo
- Trastornos extraarticulares
  - Lesiones yuxtaarticulares
    - Bursitis
    - Entesopatías
    - Tendinitis
    - Tenosinovitis

  - Síndromes de dolor regional
    - Dolor cervical
    - Dolor dorsal
    - Hombro doloroso
    - Lumbalgia

## Tratamiento
La medicina moderna reconoce que las enfermedades reumáticas diferentes tienen diferentes causas (y varios de ellos tienen múltiples causas) y requieren diferentes tipos de tratamiento.
Sin embargo, el tratamiento inicial en las enfermedades reumatológicas más importantes es con analgésicos, como paracetamol y antiinflamatorios no esteroideos (AINE), de los cuales los más conocidos son el ibuprofeno y el naproxeno. A menudo, se requieren analgésicos más fuertes.

## El reumatismo y el clima
Desde hace mucho tiempo se ha dicho que hay un vínculo entre el reumatismo y el clima. No parece haber ninguna evidencia firme a favor o en contra. En una encuesta realizada en 1995 a 557 personas entrevistadas por A. Naser y otros en el Hospital Brigham y en el Centro de Mujeres en el Manejo del Dolor, se llegaba a la conclusión de que "los cambios en la presión barométrica son el principal vínculo entre el clima y el dolor. La baja presión se asocia generalmente con un clima frío, húmedo y un aumento del dolor. Como contraste, las condiciones secas son señal de alta presión y de una disminución del dolor".